# حكيم (مغني)
حكيم (7 أكتوبر 1962 -)، هو مطرب شعبي مصري.

## عن حياته
عبد الحكيم عبد الصمد كامل ولد بمدينة مغاغة بمحافظة المنيا بدأ الغناء وهو في العاشرة من عمره في حفلات المدرسة والأسرة فاكتسب شهرة في بلدته – وفي المرحلة الثانوية جاء إلى القاهرة للبحث عن فرصة للغناء – فغنى في الملاهي الليلية والأفراح – وحاول والده إن يبعده عن الغناء والعودة إلى بلدته لاستكمال دراسته لكنه لم يستجب – وبدأ يذيع صيته في مجال الغناء في الأفراح.
في عام 1989 تعرف على الفنان / حميد الشاعري والذي قدمه إلى صاحب شركة سونار والتي أصدرت له أول البوم غنائي باسم (نظرة) وحقق نجاحا وانتشارا كبيرا 

## أهم أغنياته
- الواد ده حلو
- افرض
- النار النار
- السلامو عليكو
- ولا واحد ولا ميه
- شارك بالغناء في فيلم حلاوة روح مع الفنانة هيفاء وهبي.
- شارك بالغناء في أوبريت «تسلم الأيادى» مع مجموعة من نجوم الغناء المصري.
- شارك بالغناء والتمثيل في فيلم (الراقصة والسجان) 1992 إخراج / جمال عمار
- وشارك أيضا بالغناء والتمثيل في فيلم (الراقصة والسجان الجزء الثاني) 1993 مع أحمد بدير وعايدة رياض والشحات مبروك إخراج / جمال عمار
- كما شارك بالغناء والبطولة في فيلم (على سبايسى) 2005 مع الفنانة / سمية الخشاب
- أغنية حلاوة روح في فيلم حلاوة روح مع هيفاء وهبي
- رمضان كريم (2017)

## ألبوماته
- (نظرة) 1990
- (نار) 1994
- (هايل) 1998
- (افرض) 1996
- (ياهو) 2000
- (طمني عليك) 2001
- (تلاكيك) 2002
- (اليومين دول) 2004
- (كله يرقص) 2005
- (تيجي تيجي) 2007
- (يامزاجو) 2011
- (الراجل الصح) 2020

## أفلامه
- ضيف شرف في فيلم (الراقصة والسجان) 1992
- (علي سبايسي) وهو أول فيلم من بطولته 2005

## وصلات خارجية
- حكيم على موقع IMDb (الإنجليزية)
- حكيم على موقع الدهليز
- حكيم على موقع قاعدة بيانات الأفلام العربية
- حكيم على موقع ميوزك برينز (الإنجليزية)
- حكيم على موقع أول ميوزيك (الإنجليزية)
- حكيم على موقع ديسكوغز (الإنجليزية)